# هارپ

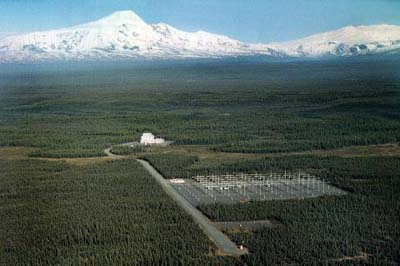
ساختمان هارپ در گاکونا ایالت آلاسکا

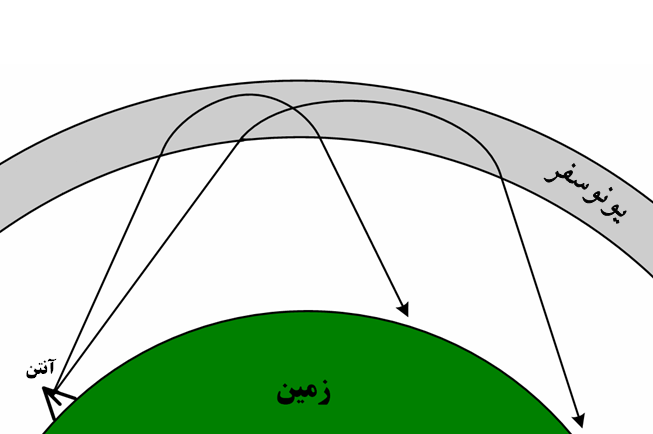
رفتار امواج رادیویی در برخورد با لایه یونوسفر

برنامه پژوهشی یونوسفر فعال با فرکانس بالا (به انگلیسی: High Frequency Active Auroral Research Program) معروف به هارپ (به انگلیسی: HAARP)، یک پروژه پژوهشی است که در سال ۱۹۹۳ برای بررسی و پژوهش دربارهٔ لایهٔ یونوسفر با استفاده از امواج رادیویی ELF/ULF/VLF تأسیس شده‌است.
این تأسیسات مشترکاً توسط نیروی هوایی آمریکا، نیروی دریایی آمریکا، دانشگاه آلاسکا در فیربنکس، و نزدیک به ۱۵ دانشگاه آمریکایی دیگر اداره و استفاده می‌شود. شرکت سازنده این تأسیسات، شرکت BAE Advanced Technologies است.
این سیستم در حال حاضر از یک مجموعه آنتن‌های مخصوص شامل ۱۸۰ برج آنتن آلومینیومی به ارتفاع ۵۰/۲۳ متر تشکیل شده که بر روی زمین پهناوری به مساحت ۲۳٬۰۰۰ متر مربع در آلاسکا نصب شده‌است. این آنتن‌ها امواج مافوق کوتاه ELF/ULF/VLF را با ۳٫۶ مگاوات ERP تولید کرده و به یونوسفر می‌فرستند.
هارپ پروژه‌ای علمی است و از طریق آن دانشمندان با ایجاد تغییراتی در یونوسفر که دورترین و ناشناخته‌ترین بخش جو زمین است امکان مطالعه در مورد آن را پیدا کرده و آن را به صورت یک آزمایشگاه طبیعی درمی‌آورند. هارپ این کار را با امواج رادیویی فرکانس بالا که توسط رادارهای خود منتشر می‌کند انجام می‌دهد. بخشی از این امواج در ارتفاع ۱۰۰ تا ۳۵۰ کیلومتری از سطح زمین جذب شده و باعث افزایش شتاب الکترون‌ها در آن منطقه و در نتیجه گرم شدن یونوسفر می‌شوند. هارپ در دوران جنگ سرد با این هدف راه‌اندازی شد که روش‌هایی را برای ارتباط با زیردریایی‌های مجهز به سلاح اتمی کشف کند. این زیردریایی‌ها در آن زمان اهمیت استراتژیکی فراوانی داشتند چرا که اصل «تضمین نابودی متقابل» در جنگ هسته‌ای را محقق می‌ساختند. اما این پروژه حتی از قبل از ساخت خود با شایعات فراوانی در مورد هدف و کاربردهای آن گره خورده‌است. تئوری‌های توطئه گوناگونی در مورد آن مطرح شده و از انتشار پرتوهای مرگ تا کنترل ذهن به آن نسبت داده شده‌است. تکمیل هارپ حدود دو دهه طول کشیده و ۲۵۰ میلیون دلار هزینه‌های ساخت و عملیاتی آن بوده‌است.

## تاریخچه و کاربردها
پروژه هارپ در اصل برای تسهیل ارتباطات زیردریایی‌های مجهز به سلاح اتمی طراحی شد. در زمان جنگ سرد زیردریایی‌هایی سوخت هسته‌ای مجهز به موشک‌های دارای کلاهک اتمی آمریکا و شوروی در آب‌های عمیق حرکت کرده و یک بازی پیچیده پنهان شدن از همدیگر و جستجو کردن یکدیگر را به راه انداخته بودند. آن‌ها با رفتن به زیر آب خود را از شناسایی مخفی می‌کردند اما با این کار امکان ارتباط با آن‌ها کم می‌شد. یکی از راه حل‌هایی که برای این مشکل پیشنهاد شد استفاده از الکتروجت‌ها بود؛ یعنی انتشار ذرات باردار در یونوسفر مانند یک آنتن واقعی عمل کرده و امکان فرستادن پیام به زیردریایی‌ها را فراهم می‌کند. وقتی در اواسط دهه ۱۹۸۰ این فرضیه به‌طور آزمایشگاهی ثابت شد تلاش برای ساخت تأسیساتی به این منظور هم آغاز شد. در آن زمان نیروی هوایی آمریکا در حال برچیدن سایت‌های راداری بود که وظیفه رهگیری بمب‌افکنهای شوروی را داشتند. یکی از این تأسیسات در گاکونا قرار داشت که مکان ایده‌آلی برای ساخت تأسیسات هارپ بود. در این مرکز نیروی دریایی امکان بررسی امواج ELF را داشت و یک گرم‌کننده یونوسفری هم برای دانشمندان فراهم می‌شد ضمن اینکه ادامه حیات این تأسیسات نظامی را در آلاسکا تضمین می‌کرد.
با این وجود حتی پیش از آغاز ساخت هارپ بحث‌هایی در مورد این که چنین تأسیساتی برای چه منظور ساخته و استفاده خواهد شد درگرفت. تد استیونس سناتور وقت آلاسکا در یک کنفرانس خبری در سال ۱۹۹۰ گفت که با این تأسیسات انرژی شفق شمالی به زمین آورده می‌شود و مشکل کمبود انرژی زمین حل خواهد شد که ادعای او با موجی از تمسخر همراه شد. پسر یک نماینده دیگر آلاسکا هم گفت که هارپ در واقع یک سیستم دفاع موشکی است. به گفته نیکلاس پاپادولوس از مؤسسان هارپ این اشتباهات به این دلیل بود که یکی از مشاوران شرکت سازنده هارپ قابلیت‌های احتمالی بسیار عجیبی را در مورد این اختراع به ثبت رسانده بود. برای مثال اینکه از تکنولوژی مشابه هارپ می‌توان به عنوان یک سپر دفاعی برای تبدیل گاز طبیعی به میکروویو استفاده کرد که می‌توانند موشک‌های شوروی را سرنگون کنند. به گفته پاپادوپولوس این ادعا حتی در گروه مشورتی دفاعی جیسون مورد بررسی قرار گرفت و در نهایت به عنوان «چرندیات» کنار گذاشته شد.
با فروپاشی شوروی اهمیت ارتباط با زیردریایی‌ها کاهش یافت و حامیان تأسیس هارپ کاربردهای دیگری را برای این پروژه مطرح کردند تا توجیهی برای ادامه ساخت آن باشد. برای مثال پیشنهاد شد در مورد قابلیت امواج برای نقشه‌نگاری سنگرهای زیرزمینی دشمن همچون سنگرهایی که کره شمالی از آن استفاده می‌کند، مطالعه شود.
در سال ۲۰۰۲ نیز پیشنهاد شد تا در مورد امکان استفاده از تأسیسات هارپ برای مقابله با تأثیرات منفی یک انفجار اتمی در ارتفاع بالای جو زمین مطالعه شود. چنین انفجاری با آزاد کردن الکترون‌های با انرژی بالا ماهواره‌های نزدیک به زمین را در خطر قرار خواهد داد. یک سناریوی عجیب این است که اگر کره شمالی در جریان یک بلبشوی نظامی اقدام به شلیک موشکی با کلاهک اتمی کند که در ۱۲۰ کیلومتری زمین منفجر شود. در این صورت اتمسفر پر از الکترون‌های قاتلی می‌شود که در طول چند روز سیستم الکترونیکی تمام ماهواره‌های نزدیک به زمین را از بین می‌برند و این به معنای خسارتی چند صد میلیارد دلاری است. در چنین حالتی آیا با انتشار امواج رادیویی می‌توان این الکترون‌ها را از اتمسفر خارج کرد یا نه. به گفته مدیر برنامه هارپ با توجه به کمبود داده‌ها در این حوزه هیچ‌کس نمی‌تواند با اطمینان بگوید آیا چنین کاری ممکن است یا خیر چون این تئوری جلوتر از مشاهدات عملی است. یک گروه از دانشمندان نیوزیلندی هم در مقاله‌ای در سال ۲۰۰۶ نوشتند که هر نوع تلاشی برای از بین بردن آثار رادیواکتیو انفجار اتمی در جو به اختلال بیشتر در سیستم‌های ارتباطی و ناوبری منجر می‌شود.
برخی نیز معتقدند مقابله با انفجار اتمی در جو کاری غیرواقعی است. فیلیپ کویل از مدیران سابق آزمایشگاه لایومور و از آزمایش‌کنندگان ارشد سلاح‌ها در دوره بیل کلینتون می‌گوید: «به عقیده من تحقیقات علمی برای فهم بهتر از یونوسفر تلاشی باارزش است اما کسی نمی‌داند چه میزان انرژی برای انتقال الکترون‌ها لازم است یا تزریق چنین انرژی عظیمی چه تغییراتی در یونوسفر ایجاد خواهد کرد.»

## نظریه‌های توطئه
تاکنون نظریه‌های توطئه متعددی در مورد «خطرات پروژه»، یا استفاده از این تأسیسات به‌عنوان یک سلاح عنوان گردیده‌است. از ایجاد وقوع زمین‌لرزه‌های متعدد در مناطق مختلف جهان، تا کنترل آب و هوا، ده‌ها ادعای مختلف در مورد پروژه هارپ عنوان گردیده‌است. مشهورترین این نظریات توطئه از طرف گزارش روزنامه پراودا در روسیه و نیز هوگو چاوز در سال ۲۰۱۰ مطرح گردید که در آن مدعی شدند آمریکا با این تأسیسات زمین‌لرزه ۲۰۱۰ هائیتی را خلق کرد. پرس تی‌وی گزارش یک وب‌سایت ونزوئلایی را به نقل از منبعی روسی با عنوان ناوگان شمالی روسیه به عنوان یک گزارش تأیید نشده نقل کرد که نیروی دریایی آمریکا قصد داشته با استفاده از پروژه هارپ زلزله‌ای را در ایران ایجاد کند که «اشتباهاً هائیتی مورد اصابت امواج زلزله‌ساز آن قرار گرفت». در این گزارش به تئوری‌های توطئه متعدد دیگری که در مورد هارپ مطرح شده از جمله ارتباط آن با زمین‌لرزه ۲۰۰۸ سیچوان در چین و زمین‌لرزه ۶٫۵ ریشتری کالیفرنیا اشاره کرده بود.
در سال ۲۰۰۲ هم ۹۰ نماینده دومای روسیه درخواست کرده بودند تا ممنوعیتی برای انجام پروژه‌های ژئوفیزیکی عظیم همچون هارپ وضع شود چون این برنامه قادر خواهد بود به یک سلاح تمام و کمال نظامی تبدیل شود که با انتشار حجم عظیمی از امواج رادیویی فرکانس بالا قدرت تأثیرگذاری بر کل کره زمین را دارد. به گفته آن‌ها این جهش نظامی از نظر کیفی قابل مقایسه با جهش بشر از سلاح‌های فلزی به سلاح‌های آتشین یا سلاح‌های متعارف به بمب اتمی خواهد بود. به ادعای آن‌ها این برنامه نظامی قادر به تخریب ارتباطات رادیویی، و تجهیزات فضاپیماها و راکت‌ها است، احتمال وقوع تصادفات خطرناکی در شبکه‌های الکتریکی و خط لوله‌های نفت و گاز را بالا می‌برد و می‌تواند تأثیر منفی بر سلامتی مردم تمام مناطق بگذارد. به‌طور مشابه، برخی نیز مدعی هستند که توفان کاترینا توسط تأسیسات مشابه روس‌ها ساخته شده تا به آمریکا ضرر بزند.
با اینکه امکان کنترل آب و هوا و غیره توسط پروژه‌هایی مثل هارپ از طرف افرادی چون جسی ونتورا با عنوان «نظریات توطئه» مورد بررسی قرار گرفته، اما منابع متعدد دیگری نیز، از جمله نیروی هوایی آمریکا، این مباحث را مورد بررسی قرار داده‌اند. اما با اینکه چنین موضوعاتی از طرف منابع مختلف بسیاری مطرح گردیده‌اند، اما هیچگونه سند یا مدرک مستدل علمی در پشتیبانی از تأثیرات هارپ و ادعاهای مربوطه تا کنون در مجامع علمی مطرح یا منتشر نگردیده، و توسط بسیاری از منتقدین، «افسانه» و «نظریات توطئه‌انگیز» اطلاق گردیده‌اند.

## تأسیسات مشابه در جهان

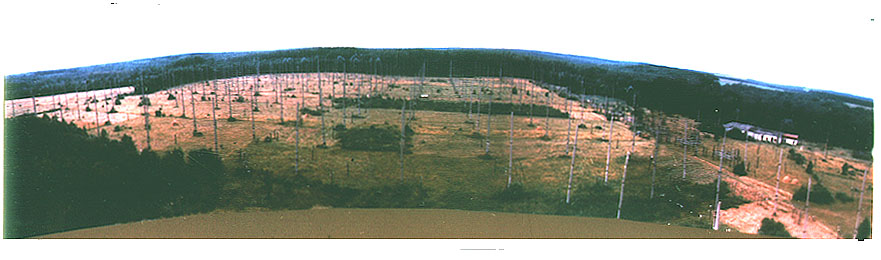
«تأسیسات سورا در روسیه با هارپ قابل قیاس است».

در سال ۱۹۹۹، کمیسیون روابط خارجه و امنیت و دفاع اروپا در گزارشی به پارلمان اروپا از احتمال استفاده از هارپ به‌عنوان یک سلاح ابراز نگرانی کرده و خواستار پایبندی به مفاد قطع‌نامه‌های سازمان ملل در این‌باره گردید. با این‌حال اتحادیه اروپا در نروژ، و روسیه در نیژنی نووگورود نیز تأسیسات مشابهی در حال فعالیت دارند که از هارپ پرقدرت‌تر هستند. به‌گفتهٔ روزنامه روسی پراودا در سال ۲۰۰۵، «در حالی‌که سیاستمداران روسی در مورد پروژهٔ هارپ کماکان ابراز وحشت می‌کنند، اما به این نکته کاملاً بی‌توجهند که روسیه تأسیسات همانندی در ۱۵۰ کیلومتری شمال نیژنی نووگورود دارد که دارای قدرت مشابه با تأسیسات هارپ است، و مدتهاست مورد استفادهٔ دانشمندان روسی بوده‌است».
در مقایسه با هارپ ۳٫۶ مگاواتی، سایر تأسیسات مشابه جهان بر حسب Effective Radiated Power عبارتند از:
- EISCAT در نروژ با قدرت ۱۳۰۰ مگاوات[۲۷]
- فرستنده صدای آمریکا در دلانو در کالیفرنیا (تصاویر) با قدرت ۳۰ مگاوات
- SURA یا Radiophysical Research Institute در روسیه با قدرت ۱۹۰ مگاوات[۲۸]
- آرسیبو با قدرت ۲۰ مگاوات
- HIPAS یا High Power Auroral Stimulation Observatory (آزمایشگاه پلاسمای دانشگاه یوسی‌ال‌ای در فیربنکس) با قدرت ۷۰ مگاوات